# Kohei Miyazaki
Kohei Miyazaki (宮崎 光平 Miyazaki Kohei?, nacido el 6 de febrero de 1981 en Kumamoto) es un exfutbolista japonés. Jugaba de centrocampista y su último club fue el Tokushima Vortis de Japón.

## Trayectoria

### Clubes
| Club                | País  | Año         |
| ------------------- | ----- | ----------- |
| Sanfrecce Hiroshima | Japón | 1999 - 2001 |
| Avispa Fukuoka      | Japón | 2002 - 2007 |
| Montedio Yamagata   | Japón | 2008 - 2011 |
| Tokushima Vortis    | Japón | 2012 - 2014 |

## Estadística de carrera

### J. League
| Club                | Año   | J. League | J. League | Copa J. League | Copa J. League | Total | Total |
| Club                | Año   | Part.     | Goles     | Part.          | Goles          | Part. | Goles |
| ------------------- | ----- | --------- | --------- | -------------- | -------------- | ----- | ----- |
| Sanfrecce Hiroshima | 1999  | 0         | 0         | 0              | 0              | 0     | 0     |
| Sanfrecce Hiroshima | 2000  | 0         | 0         | 0              | 0              | 0     | 0     |
| Sanfrecce Hiroshima | 2001  | 3         | 0         | 2              | 0              | 5     | 0     |
| Avispa Fukuoka      | 2002  | 27        | 2         | -              | -              | 27    | 2     |
| Avispa Fukuoka      | 2003  | 44        | 8         | -              | -              | 44    | 8     |
| Avispa Fukuoka      | 2004  | 35        | 0         | -              | -              | 35    | 0     |
| Avispa Fukuoka      | 2005  | 35        | 5         | -              | -              | 35    | 5     |
| Avispa Fukuoka      | 2006  | 7         | 1         | 4              | 1              | 11    | 2     |
| Avispa Fukuoka      | 2007  | 29        | 4         | -              | -              | 29    | 4     |
| Montedio Yamagata   | 2008  | 38        | 6         | -              | -              | 38    | 6     |
| Montedio Yamagata   | 2009  | 25        | 1         | 5              | 0              | 30    | 1     |
| Montedio Yamagata   | 2010  | 6         | 2         | 1              | 0              | 7     | 2     |
| Montedio Yamagata   | 2011  | 13        | 2         | 0              | 0              | 13    | 2     |
| Tokushima Vortis    | 2012  | 24        | 2         | -              | -              | 24    | 2     |
| Tokushima Vortis    | 2013  | 26        | 3         | -              | -              | 26    | 3     |
| Tokushima Vortis    | 2014  | 11        | 0         | 5              | 0              | 16    | 0     |
| Total               | Total | 323       | 36        | 17             | 1              | 340   | 37    |